# 8Ball & MJG
8Ball & MJG — американський хіп-хоп дует із Мемфіса, Теннессі, що складається Премро «8Ball» Сміта та Марлона Джермейна «MJG» Гудвіна. Вони познайомилися в середній школі в 1984 році. У 1993 році дует випустив свій дебютний альбом Comin' Out Hard. Потім вони випустили On the Outside Looking In (1994), On Top of the World (1995), In Our Lifetime (1999), Space Age 4 Eva (2000), Living Legends (2004), Ridin High (2007) та Ten Toes Down (2010).

## Кар'єра
8Ball & MJG вперше з’явилися на реп-сцені зі своїм андерграунд-альбомом Listen to the Lyrics 1991 року. У 1993 році вони випустили успішний альбом Comin' Out Hard. Їх наступні альбоми в 1990-х роках, включаючи On the Outside Looking In 1994 року та On Top of the World 1995 року, закріпили їх статус одних із найкращих реперів Півдня. On Top of the World був особливо успішним, досягнувши 8 місця в Billboard 200 і отримавши золотий сертифікат. Він також містив пісню «Space Age Pimpin'», яка була першим синглом 8Ball & MJG, який потрапив у чарт, досягнувши №58 у чарті Hot R&B/Hip-Hop Singles & Tracks і №22 у чарті Hot Rap Singles. Після цих альбомів 8Ball і MJG випустили сольні альбоми, спочатку No More Glory від MJG у 1997 році, а потім Lost 8Ball у 1998 році. У 1999 році вони возз’єдналися, щоб випустити свій четвертий альбом групи під назвою In Our Lifetime. Через рік, у 2000 році, вони випустили свій п'ятий груповий альбом під назвою Space Age 4 Eva.
У 1996 році вони з'явилися на компакт-диску Red Hot Organisation, America Is Dying Slowly, разом із Biz Markie, Wu-Tang Clan і Fat Joe, серед багатьох інших відомих хіп-хоп виконавців. Диск, призначений для підвищення обізнаності афроамериканських чоловіків про епідемію СНІДу, був оголошений «шедевром» журналом The Source. На початку 2000-х вони підписали контракт із лейблом Bad Boy Records Puff Daddy. У них уже був певний досвід роботи з лейблом: у 1997 році вони взяли участь в пісні «The Player Way» репера Bad Boy Mase. Їхній перший альбом на Bad Boy Records, Living Legends, вийшов у 2004 році та отримав золотий сертифікат. Їхній другий альбом на Bad Boy Records називався Ridin High і був випущений у березні 2007 року.
У комерційному плані одним із кульмінаційних моментів у кар’єрі 8Ball & MJG стало їхнє участь у хіті Three 6 Mafia «Stay Fly» 2005 року. Ця пісня посіла 13 місце в Billboard Hot 100, що є найбільшим хітом Three 6 Mafia та 8Ball & MJG. Ця пісня була результатом співпраці двох найуспішніших реп-гуртів штату Теннессі, звідки також походить Three 6 Mafia. 
Сьогодні 8Ball і MJG також очолюють власні звукозаписні компанії. 8Ball очолює 8 Ways Entertainment, тоді як MJG очолює MJG Muzik. На їхньому лейблі — молодий, перспективний дует з Мемфіса Da Volunteers, який широко відомий на півдні Сполучених Штатів своїм синглом 2006 року «What's Yo Favorite Color?», який прославляє їхній район Оранж Маунд.
У вересні 2007 року 8Ball і MJG підписали угоди в Сакраменто, Каліфорнія, з Real Talk Entertainment. 8Ball випустили груповий альбом з E.D.I. Mean х гурту Outlawz під назвою Doin' It Big 1 квітня 2008 року, а MJG випустили сольний альбом під назвою Pimp Tight 29 квітня 2008 року. У червні 2008 року група оголосила, що вони підписали контракт із звукозаписним лейблом T.I. Grand Hustle Records. Їхній восьмий альбом як групи та перший на Grand Hustle під назвою Ten Toes Down був випущений у травні 2010 року. За перший тиждень він досяг 36 місця в Billboard 200.

## Дискографія

### Студійні альбоми
- Lyrics of a Pimp (1991)
- Comin' Out Hard (1993)
- On the Outside Looking In (1994)
- On Top of the World (1995)
- In Our Lifetime (1999)
- Space Age 4 Eva (2000)
- Living Legends (2004)
- Ridin High (2007)
- Ten Toes Down (2010)

### Альбоми 8Ball
- Lost (1998)
- Almost Famous (2001)
- Lay It Down (2002)
- Light Up the Bomb (2006)
- The Vet & The Rookie з Devius (2007)
- Doin' It Big з E.D.I. (2008)
- 8Ball & Memphis All-Stars: Cars, Clubs & Strip Clubs (2009)
- Life's Quest (2012)

### Альбоми MJG
- No More Glory (1997)
- Pimp Tight (2008)
- This Might Be the Day (2008)
- Too Pimpin' (2013)
- Too Pimpin' 2.0 (2014)